# Мезенский уезд
Мезе́нский уе́зд — административная единица в составе Архангелогородской губернии, Вологодского наместничества, Архангельского наместничества и Архангельской губернии, существовавшая до 1929 года. Центр — город Мезень.

## География
Значительная доля границ уезда приходилась на берега Ледовитого океана, Белого и Карского моря. На юге он граничил с Кеврольским уездом и с Яренским уездом Вологодской губернии, на западе — с Архангельским уездом, на востоке — с Пустозерским уездом. 

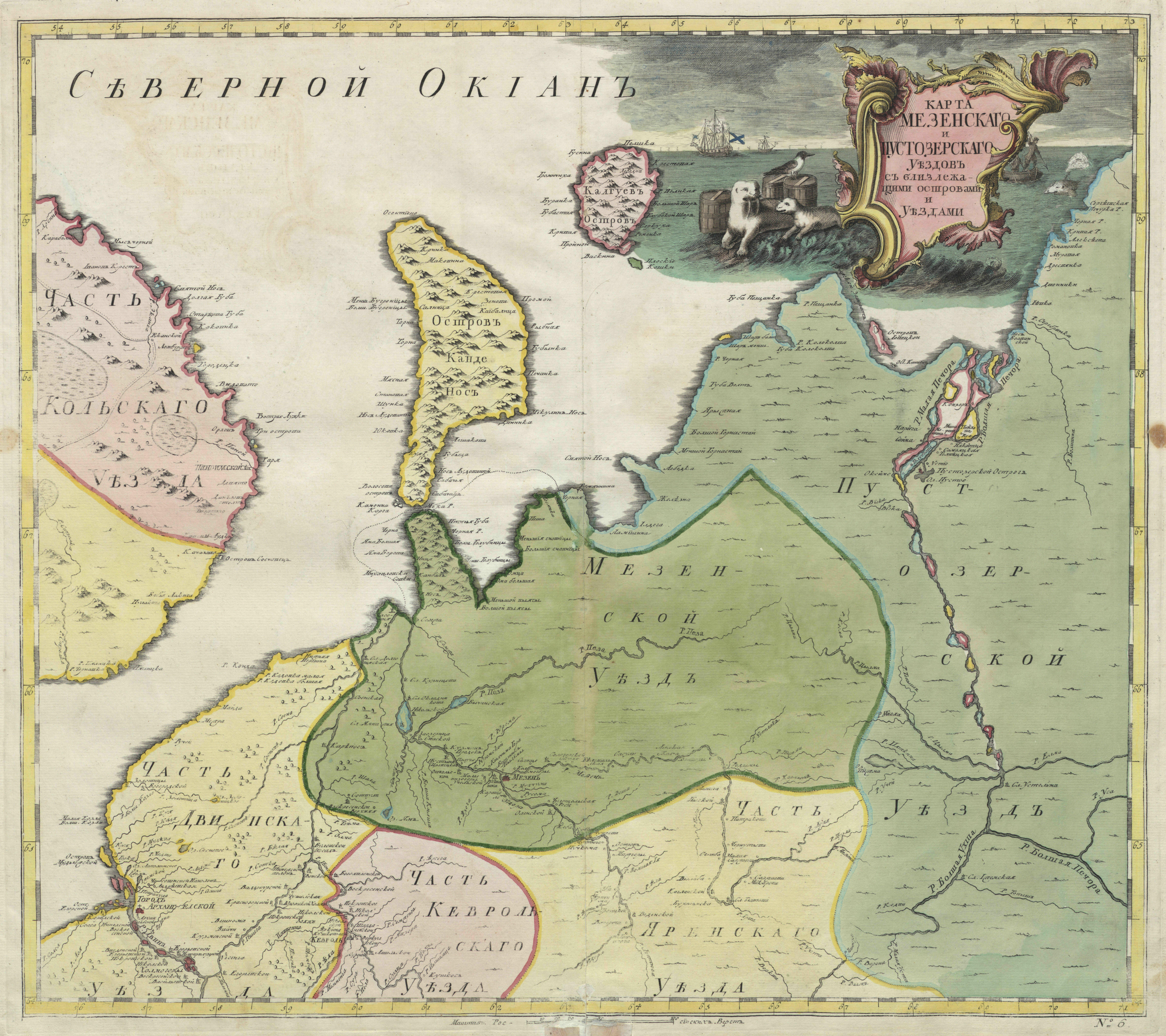
Мезенский уезд, 1745 год

Большая часть площади уезда была занята болотистой тундрой, кроме берегов реки Мезени, покрытых лесами. По западную сторону реки Печоры, с юго-востока на северо-запад протягивается Тиманский кряж, разделяющий бассейны Мезени и Печоры, по которому проходила восточная граница уезда. Между Тиманом и Печорой с одной стороны, и Тиманом и рекой Мезень с другой, лежала Малоземельская тундра, занимавшая северную часть уезда. В западной части его было мало возвышенностей. На Канинском полуострове шёл по диагонали с юго-востока на северо-запад хребет Канинский камень, к югу полуостров переходил в Канинскую тундру. Наконец, между долинами рек Мезени, Пинеги и Кулоя проходил невысокий водораздел — Кулойские горы. Обширная полоса, начинавшаяся от берегов океана и простиравшаяся вглубь страны, была занята болотистыми тундрами, ширина которой достигала местами до 425 км. Всё это пространство было совершенно безлесно и занято мхами, болотами, озёрами и речками. Около берегов расположены острова; из них наибольшие: Колгуев и Моржовец. Площадь уезда до 1891 года составляла 509,6 тыс. км², а потом уменьшилась до 220,6 тыс. км². В 1926 году площадь уезда составила 124,5 тыс. км².

## История
Юридически Мезенский уезд был оформлен во время административной реформы Петра I в 1708 году, когда он был включён в состав Архангелогородской губернии. При учреждении провинций в 1719 году Мезенский уезд отошёл к Двинской (Архангелогородской) провинции, в составе которой и оставался до 1775 года, когда деление на провинции было упразднено. В 1780 году Архангелогородская губерния была упразднена, а Мезенский уезд отошёл к Архангельской области Вологодского наместничества. В состав Мезенского уезда были включены территории Пустозерского уезда и Пысской волости Яренского уезда. В 1784 году Архангельская область Вологодского наместничества была преобразована в самостоятельное Архангельское наместничество. 

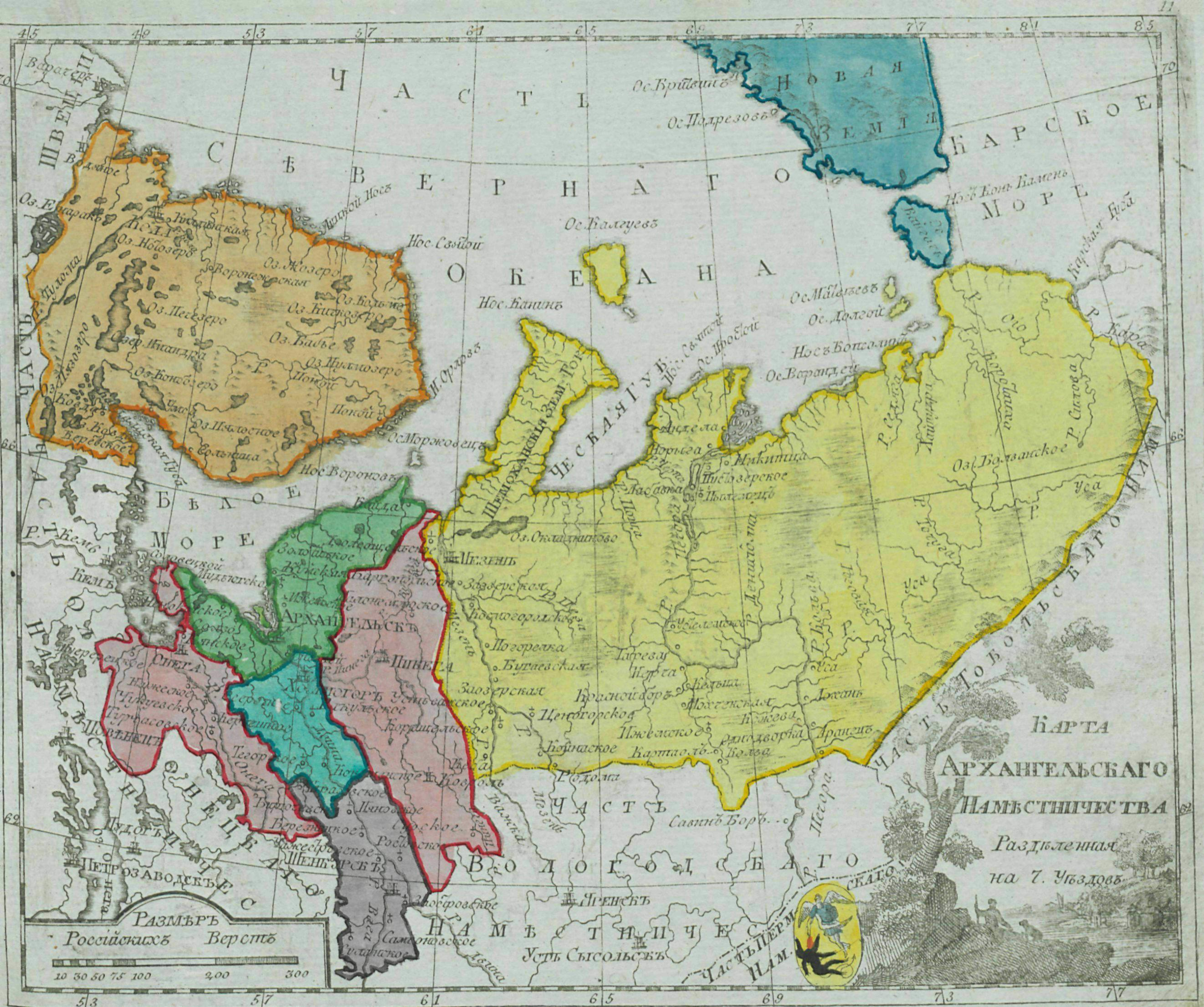
Мезенский уезд, 1792 год

В 1796 году Архангельское наместничество было преобразовано в Архангельскую губернию.
В 1891 году восточная часть Мезенского уезда была выделена в новый Печорский уезд. В 1903 году из Дорогорской волости выделилась Несская волость. В 1918 году 6 волостей Мезенского уезда (Вожгорская, Койнасская, Лешуконская, Олемская, Пысская и Ценогорская волости) вошли в состав нового Усть-Вашского уезда. В 1921 году Пысская волость отошла к АО Коми (Зырян), но уже через год она была возвращена. В 1922 году Усть-Вашский уезд был присоединён к Мезенскому уезду. Декретом ВЦИК в июне 1924 года в состав Мезенского уезда были переданы Карьепольская и Совпольская (без деревни Кулой и села Кулой) волости Пинежского уезда. В 1928 году вышло постановление об административных центрах Канинско-Тиманского района Мезенского уезда и Тельвисочно-Самоедского района Печорского уезда Архангельской губернии. На 1 января 1929 года от Юромского сельсовета отделился Кесломский с/с, от Больше-Нисогорского сельсовета — Кельчемгорский с/с, от Лешуконского сельсовета — Смоленецкий с/с.
По Постановлению Президиума ВЦИК от 24 января 1929 года «Об образовании на территории РСФСР административно-территориальных объединений краевого и областного значения» Архангельская губерния и все её уезды были упразднены. Территория Мезенского уезда отошла к новому Северному краю, где на его территории был образован Мезенский район, из южных волостей — Лешуконский район Архангельского округа, из северо-восточных — Канино-Тиманский район Ненецкого национального округа, Карьепольский и Совпольский сельские Советы вошли в состав Пинежского района с центром в Пинеге.

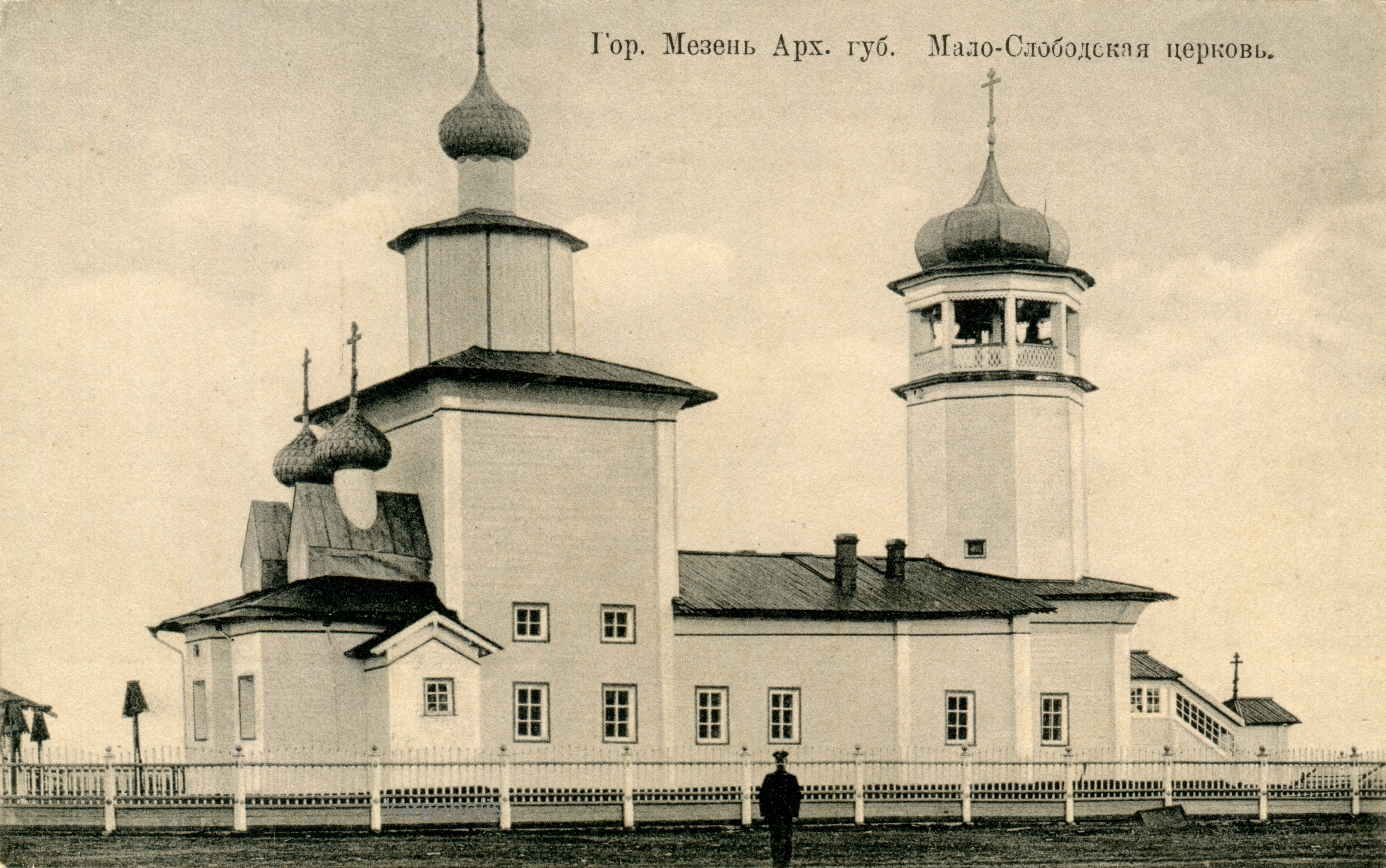
Церковь в уездном городе Мезень

## Административное деление
В 1866 отд. сельские общества Золотицкое и Майденское отошли к Мезенскому уезду; в том же году отдельные сельские общества преобразованы в волости. В 1890-х Золотицкая волость вновь причислена к 1 стану Архангельского уезда.

### 1905 год
В 1905 году в состав Мезенского уезда входили: 1 город и 13 волостей:
| № п/п | Волость (посад)       | Центр             | Население, чел. |
| ----- | --------------------- | ----------------- | --------------- |
| 1     | Мезень                | г. Мезень         | 2 198           |
| 2     | Вожгорская волость    | с. Вожгорское     | 1 519           |
| 3     | Долгощельская волость | с. Долгощельское  | 1 522           |
| 4     | Дорогорская волость   | с. Дорогорское    | 5 295           |
| 5     | Койденская волость    | с. Койда          | 1 428           |
| 6     | Койнасская волость    | с. Койнас         | 2 798           |
| 7     | Лешуконская волость   | с. Усть-Вашка     | 4 012           |
| 8     | Несская волость       | с. Несь           | 1 580           |
| 9     | Олемская волость      | с. Олема          | 1 547           |
| 10    | Погорельская волость  | с. Погорельское   | 2 329           |
| 11    | Пысская волость       | с. Пысса          | 1 303           |
| 12    | Юромская волость      | д. Великодворская | 3 446           |
| 13    | Канинская тундра      |                   | 652             |
| 14    | Тиманская тундра      |                   | 660             |

### 1926 год
По данным на 1 января 1926 года уезд делился на 5 волостей, которые в свою очередь делились на 31 сельсовет (с/с):
- Дорогорская волость. Центр — село Дорогорское. 5 с/с
- Канинско-Чёшская волость. Центр — село Нижняя Пёша. 1 с/с
- Койнасская волость. Центр — село Койнас. 5 с/с
- Лешуконская волость. Центр — село Устьвашка. 7 с/с
- Мезенская волость. Центр — город Мезень. 13 с/с

## Демография
По данным переписи 1897 года в уезде проживало 25,0 тыс. чел. В том числе русские — 91,2 %; коми — 4,4 %; ненцы — 4,2 %. В городе Мезень проживало 1847 чел По данным 1926 года в уезде проживало 40,1 тыс. чел., в том числе в Мезени — 2952 чел.. По переписи 1623 года, в Мезенском уезде было 3 слободки (Окладникова, Кузнецова и Лампожня), 69 деревень, 10 починков. Мезенский уезд охватывал среднюю и нижнюю Мезень, волости Олему (Башка) и Немьюгу (Кулой). В уезде был 881 крестьянский двор и 1164 человека податного сословия. В 1647 году в уезде было 526 дворов и 837 человек. В 1678 году в уезде было 646 дворов и 1435 «платёжных людей».

## Населённые пункты
Крупнейшие населённые пункты по переписи населения 1897 года, жит.:
- г. Мезень — 1847;
- с. Долгощельское — 821;
- с. Дорогорское — 712;
- с. Койденское — 668;
- с. Ломпожинское — 558;
- с. Вожгорское — 530.